# Ani Choying Drolma
Ani Choying Drolma o Ani Choying Dolma (Katmandú, Nepal, 4 de junio de 1971) es una monja budista tibetana, música y cantante del monasterio Nagi Gompa en Nepal. Es conocida en Nepal y en todo el mundo por su dedicación a la difusión de los cantos del budismo tibetano.

## Biografía
Nacida en Katmandú, en una familia de exiliados tibetanos, Ani Choying Drolma decidió desde joven seguir la vida monástica, entrando en el monasterio de Nagi Gompa a la edad de 12 años. Durante varios años aprendió con un antiguo alumno de la mujer de Tulku Urgyen Rinpoche la música que le ha dado celebridad y le ha permitido financiar su escuela de monjas budistas Arya Tara School.

## Discografía
- 1997 Cho
- 1999 Dancing Dakini con Sina Vodjani
- 2000 Choying
- 2004 Moments Of Bliss
- 2004 Selwa
- 2005 Smile
- 2006 Inner Peace
- 2009 Ama
- 2009 Matakala
- 2011 Inner Peace 2